# Sotillo de las Palomas
Sotillo de las Palomas är en ort och kommun i provinsen Toledo i den autonoma regionen Kastilien-La Mancha i centrala Spanien. Orten ligger cirka 74 kilometer nordväst om Toledo. Kommunen har 183 invånare (2024), på en yta av 18,85 km².
Kommunens befolkning sjönk kraftigt under 1900-talets andra hälft. Vid folkräkningen 1950 hade Sotillo de las Palomas 654 invånare.